# Besuch in Kalifornien
Besuch in Kalifornien ist ein US-amerikanisches Filmdrama aus dem Jahr 1947 von Raoul Walsh mit Ida Lupino und Robert Alda in den Hauptrollen. Der Film wurde von Warner Bros. produziert und basiert auf dem 1942 veröffentlichten Roman Night Shift von Maritta Wolff. Er wird zum Subgenre des Film noir gezählt.

## Handlung
Die Sängerin Petey Brown reist von New York nach Long Beach in Kalifornien, um Weihnachten mit ihren Geschwistern Virginia, Sally und Joe zu verbringen. Sally ist mit dem Kriegsveteran Roy Otis verheiratet, der an seinen Kriegserlebnissen leidet und nach einem Nervenzusammenbruch im Krankenhaus liegt. Um ihn zu unterstützen und ihren Sohn Buddy zu versorgen, arbeitet sie als Kellnerin im Nachtclub von Nicky Toresca. Nicky stellt der jungen Frau nach, was seinem Onkel Tony missfällt.
Auch Joe arbeitet für die Torescas. Er überbringt Sally kurz nach Peteys Ankunft ein teures Abendkleid als Geschenk. Als Sally erfährt, dass es von Toresca stammt, fordert sie Joe auf, es zurückzubringen. Petey will, um Sally zu helfen, eine Weile in Kalifornien bleiben. Sie zieht das Kleid an, begibt sich in den Nachtclub und schafft es, ein Engagement als Sängerin zu bekommen. Zur gleichen Zeit verliebt sich Virginia in den Nachbarn Johnny O’Connor, der mit seiner Frau Gloria und zwei Kindern direkt gegenüber wohnt.
Eines Abends, kurz vor Peteys Auftritt, wird sie von Riley, einem Handlanger Torescas, informiert, dass Joe festgenommen wurde. Petey eilt zum Polizeirevier, wo sich herausstellt, dass Joe in eine Schlägerei mit San Thomas verwickelt war. Joe beschuldigt San, den Kampf begonnen zu haben. Petey ist von Joes Verantwortungslosigkeit verärgert. Sie bezahlt die Kaution statt für Joe für San, der nach kurzem Dank verschwindet.
Zurück im Nachtclub begegnet sie Gloria, die in Begleitung eines fremden Mannes ist. Toresca macht sich mit ihr bekannt und gibt ihr eine Stelle als Sängerin. Später besuchen er und Petey ein Jazzlokal. Hier begegnet Petey wieder San. Es stellt sich heraus, dass San ein ehemaliger Jazzpianist ist, der zur Handelsmarine ging, nachdem ihn seine Frau verlassen hat. Petey und San beginnen eine Beziehung. Eines Tages kommt jedoch seine Frau wieder in die Stadt. San liebt sie immer noch, was er Petey gesteht. Die unglückliche Petey fordert San zum Gehen auf. San zahlt ihr die Kaution zurück und verlässt sie.
In der Zwischenzeit hat Toresca eine Affäre mit Gloria begonnen. Als Johnny im Club auftaucht, um nach seiner Frau zu sehen, beauftragt Toresca Joe damit, die betrunkene Gloria nach Hause zu fahren. Auf dem Heimweg kommt es zu einem Unfall, als Gloria in ihrem Rausch aus dem Wagen steigt und von einem entgegenkommenden Auto erfasst und getötet wird. Joe erzählt Toresca von dem Unfall, der von ihm verlangt, die alleinige Verantwortung zu übernehmen. Petey stellt Toresca zur Rede. Sollte Petey mit ihm zusammenkommen, würde er schweigen. Trotz ihrer Liebe zu San, willigt Petey ein.
Einige Zeit später taucht Johnny im Nachtclub auf. Er ist bewaffnet und gibt Toresca die Schuld am Tod seiner Frau. Petey schafft es in einem Handgemenge Johnny zu entwaffnen. Sie wendet sich Toresca zu, dem sie sagt, dass sie bei der Polizei die ganze Wahrheit aussagen werde. Mit Joe begibt sie sich nach Hause. Roy ist aus dem Krankenhaus zurück bei seiner Familie. Petey entscheidet sich, die Stadt zu verlassen. San muss einen Einsatz für die Handelsmarine leisten. Er sagt Petey, dass er zurückkehren würde.

## Produktion

### Hintergrund
Gedreht wurde der Film von Mitte Juli bis Mitte September 1945 in den Warner-Studios in Burbank.
Die Filmrechte an Wolffs Roman wurden von Warner Bros. für 25.000 Dollar gekauft. Geplant waren Ann Sheridan und Humphrey Bogart für die Hauptrollen.

### Stab
Milo Anderson war der Kostümbildner.

### Besetzung
In kleinen nicht im Abspann erwähnten Nebenrollen traten Patricia Barry, Florence Bates, Monte Blue, William Edmunds (als Tony Toresca), Frank Ferguson und Harold Miller auf. Ebenfalls unerwähnt blieb Patrick Griffin in der Eolle des Buddy Otis.

### Musik
Im Film wurden folgende Songs gespielt:
- The Man I Love und Liza von George und Ira Gershwin
- Why Was I Born? und Bill von Jerome David Kern, Oscar Hammerstein II und P. G. Wodehouse
- If I Could Be with You von Henry Creamer und James P. Johnson

Zudem wurde der Song Body and Soul von Johnny Green gespielt.
Die Lieder wurden von Max Steiner adaptiert, von Ray Heindorf arrangiert und unter der Leitung von Hugo Friedhofer eingespielt.
Die Gesangsstimme von Ida Lupino stammte von der Sängerin Peg LaCentra.

## Synchronisation
| Rolle           | Schauspieler    | Deutscher Synchronsprecher |
| --------------- | --------------- | -------------------------- |
| Petey Brown     | Ida Lupino      | Rosemarie Fendel           |
| Nicky Toresca   | Robert Alda     | Niels Clausnitzer          |
| San Thomas      | Bruce Bennett   | Horst Naumann              |
| Gloria O'Connor | Dolores Moran   | Heidi Treutler             |
| Roy Otis        | John Ridgely    | Eberhard Mondry            |
| Johnny O'Connor | Don McGuire     | Erich Ebert                |
| Joe Brown       | Warren Douglas  | Reinhard Glemnitz          |
| Tony Toresca    | William Edmunds | Leo Bardischewski          |

Anmerkung: Die kursiv geschriebenen Namen sind Rollen und Darsteller, die nicht im Abspann erwähnt wurden.

## Veröffentlichung
Die Premiere des Films fand am 11. Januar 1947 statt. In der Bundesrepublik Deutschland wurde er am 12. Dezember 1964 im deutschen Fernsehen ausgestrahlt.

## Kritiken
Das Lexikon des internationalen Films schrieb: „Hollywood-Melodram mit schwachem Drehbuch und zahlreichen Musik-Einlagen.“
Die Filmzeitschrift Cinema befand: „Das Skript ist mau, aber Stars und Songs wie „Body and Soul“ reißen’s raus. Fazit: Bittersüße Schnulze mit Jazz-Klassikern.“
Bosley Crowther von der The New York Times notierte, niemand zweifele, dass Warner traurig oder Ida Lupino gemein sein dürfe, wenn es der Unterhaltung der Zuschauer diene. Aber die langsame Einäscherung dieser Gemütslagen sei dumm und deprimierend, um nicht zu sagen uninteressant.
Richard Brody hingegen schrieb im Magazin The New Yorker, Ida Lupinos hartherzige Darstellung und Bruce Bennetts paranoides Spiel flößen der Kampfeslust und der Gewalt des Films eine zarte Verletzlichkeit ein. Walsh schüre die brisanten Elemente – künstlerische Leidenschaften, Verlockungen der High-Society, gewiefter Mut, Kriegstraumata, Loyalität zur Familie sowie Geheimnisse und Lügen, die als Romantik gelten – zu einem Crescendo glatter Pracht.